# Отрадне (Черняховський район)
Отрадне (рос. Отрадное) — селище Черняховського району, Калінінградської області Росії. Входить до складу Свободненського сільського поселення.
Населення —  12 осіб (2015 рік). 

## Населення
| 2002 | 2010 |
| ---- | ---- |
| 14   | ↘12  |